# Iubirea noastră

Iubirea noastră este al doilea LP al solistului de muzică folk Vasile Șeicaru, editat de casa Electrecord în anul 1986. Albumul conține 10 cântece, compuse integral de către interpret, 8 dintre ele pe versurile poetului Dan Verona și câte unul pe versurile lui Radu Stanca și George Țărnea.

## Piese
1. Îmbrățișarea mării (muzica Vasile Șeicaru, versuri Dan Verona)
2. Dragostea, destin străvechi (muzica Vasile Șeicaru, versuri Dan Verona)
3. Ziua (muzica Vasile Seicaru, versuri Radu Stanca)
4. Iubirea noastră (muzica Vasile Șeicaru, versuri Dan Verona)
5. Romanță între două trenuri (muzica Vasile Șeicaru, versuri Dan Verona)
6. Monumentul păcii (muzica Vasile Șeicaru, versuri Dan Verona)
7. Dragostea cu patru foi (muzica Vasile Șeicaru, versuri Dan Verona)
8. Tango retoric (muzica Vasile Șeicaru, versuri George Țărnea)
9. Cântec pentru fiul meu (muzica Vasile Șeicaru, versuri Dan Verona)
10. Circul (muzica Vasile Șeicaru, versuri Dan Verona)